# Bautzener Theatersommer
Der Bautzener Theatersommer ist eine Open-Air-Veranstaltung des Deutsch-Sorbischen Volkstheaters Bautzen, die jährlich seit 1996 im Sommer im Hof der Ortenburg in Bautzen stattfindet.

## Das Programm
- 1996: Karasek, Schrecken der Oberlausitz
- 1997: Karasek, Schrecken der Oberlausitz
- 1998: Quasimodo
- 1999: Das Wirtshaus im Spessart
- 2000: Das Spukschloss im Spessart
- 2001: Die vier Musketiere
- 2002: Schwarze Pest und Gelbes Elend
- 2003: Ritter Runkels große Stunde
- 2004: Im weißen Rössl
- 2005: Karasek, Schrecken der Oberlausitz
- 2006: In 80 Tagen um die Welt
- 2007: Der Kapitän vom Tenkesberg
- 2008: Der Vogelhändler
- 2009: Canterville und Das Gespenst von Canterville
- 2010: Pension Schöller
- 2011: Der Männertraum: Die Zähmung der Widerspenstigen
- 2012: Münchhausen
- 2013: Senf für Bonaparte
- 2014: Gullivers Reisen
- 2015: My Fair Lady
- 2016: Die Olsenbande und der große Hintermann
- 2017: Die Olsenbande wandert aus
- 2018: Die Olsenbande hebt ab
- 2019: Am kürzeren Ende der SONNENALLEE
- 2020: -Theatersommer abgesagt-
- 2021: Sherlock Holmes – Die Beatles-Bänder
- 2022: Sherlock Holmes – Das Biest von Bautzen
- 2023: The Addams Family
- 2024: Spuk unterm Riesenrad
- 2025: Alice im Wunderland
- 2026: Spuk von draußen

## Die Tribüne
Die Veranstaltungen des Theatersommers finden jährlich im Hof der historischen Ortenburg in Bautzen statt. In den Sommern 2001 bis 2003 wurde wegen des Neubaus des Burgtheaters auf dem Schützenplatz gespielt. Die Zuschauertraverse fasst 998 Sitzplätze.